# Frans Sammut

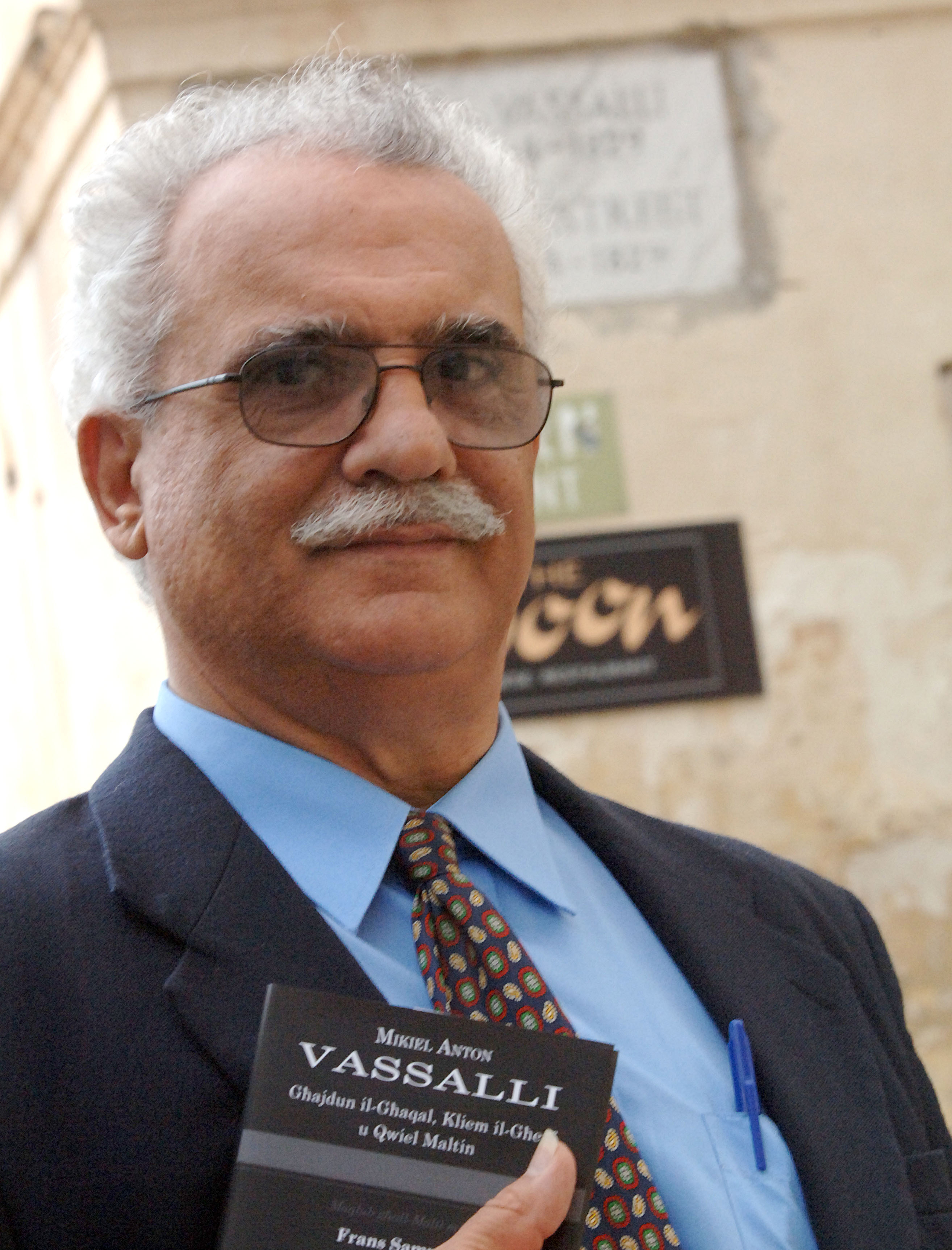
Frans Sammut zeigt seine Übersetzung von Vassallis Sammlung maltesischer Sprichwörter (Dezember 2006).

Frans Sammut (* 19. November 1945 in Ħaż-Żebbuġ, Malta; † 4. Mai 2011 ebenda) war ein maltesischer Schriftsteller und Essayist.

## Biographie

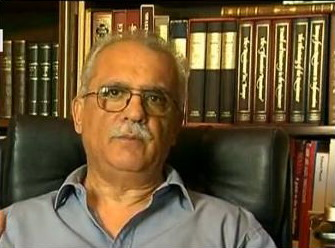
Frans Sammut um 2010

Frans Sammut absolvierte die Elementarschule von Żebbuġ, und danach das St Aloysius’ College, das St Michael’s Teacher Training College, die Universität von Malta (B.A., S.Th.Dip., M.Ed.) und schließlich die Ausländer-Universität von Perugia.
Obwohl er in den Jahren 1996 bis 1998 Berater für kulturelle Angelegenheiten des Premierministers von Malta war, beendete er seine Karriere als Direktor einer Oberschule.
Frans Sammut erhielt die erste offizielle Anerkennung am Ende der 60er Jahre, als er das Moviment Qawmien Letterarju (Bewegung der literarischen Wiederbelebung) mitgründete. Danach hatte er die Funktion des Sekretärs der Akkademja tal-Malti (Akademie der maltesischen Sprache) inne.
Im Jahr 2010 wurde er zum Fellow der internationalen Napoleonischen Gesellschaft ernannt.
Er war verheiratet mit Catherine Cachia, mit der er zwei Söhne, Mark und Jean-Pierre, hat.

## Werke
Er hat zahlreiche Werke publiziert, darunter den Bestseller Il-Gaġġa (Der Käfig), aus dem Jahr 1971, der die Grundlage für den Film aus demselben Jahr von Mario Philip Azzopardi bildete. Mit Samurajgewann er den Rothmans Preis, und Paceville, für den er die Medaille der Regierung für Literatur erhielt. Zu den Bestsellern zählt auch Il-Ħolma Maltija (Der maltesische Traum), über den der Literaturkritiker Norbert Ellul-Vincenti schrieb: „die maltesische Literatur hat noch nie eine solche Spitze erreicht.“ Der Dramaturg Alfred Sant (Premierminister von Malta von 1996 bis 1998) erachtete diesen Roman als das Meisterwerk Sammuts, und die englische Schriftstellerin Marjorie Boulton hat ihn als ein „monumentales Werk“ bezeichnet.
Er hat auch Sammlungen von Erzählungen veröffentlicht: Labirint  (Labyrinth), Newbiet (Jahreszeiten) und Ħrejjef Żminijietna (Märchen unserer Zeit).
Sein essayistisches Werk umfasst: Ir-Rivoluzzjoni Franċiża: il-Ġrajja u t-Tifsira (Die Französische Revolution: Geschichte und Bedeutung), Bonaparti f'Malta (Bonaparte in Malta), 2008 unter dem Titel Bonaparte à Malte ins Französische übersetzt, sowie On The Da Vinci Code (2006), einen zweisprachigen Kommentar (englisch und maltesisch) des internationalen Bestsellers. Er ist weiterhin Herausgeber des Lexicon von Mikiel Anton Vassalli († 1829), dem Vater der maltesischen Sprache. 2006 hat er die maltesische Übersetzung der Maltesischen Sprüche, Aphorismen und Sprichwörter von Vassalli (Motti, Aforismi e Proverbii Maltesi) herausgegeben. Im Jahr 2007 vertrat die Übersetzung La Malta Revo seines Il-Ħolma Maltija in der Buchreihe der Klassiker in Esperanto, herausgegeben von der Mondial Books, New York, die maltesische Literatur. Im Jahr 2008 wurde Il-Gaġġa in fünfter Edition herausgegeben. 2009 hat Sammut seine bahnbrechende Interpretation der Kantilene von Pietro Caxaro Xidew il-qada (auch als Il-Kantilena bekannt), dem ältesten schriftlichen Dokument in Maltesisch, herausgegeben.
Sammut hat bedeutsame Theaterstücke ins Maltesische übersetzt: die Phèdre von Racine (Fedra, 1978) und Nachtasyl von Maxim Gorki, die beide am Teatru Manoel, in Valletta, unter der Regie des Poeten Mario Azzopardi arbeiteten.

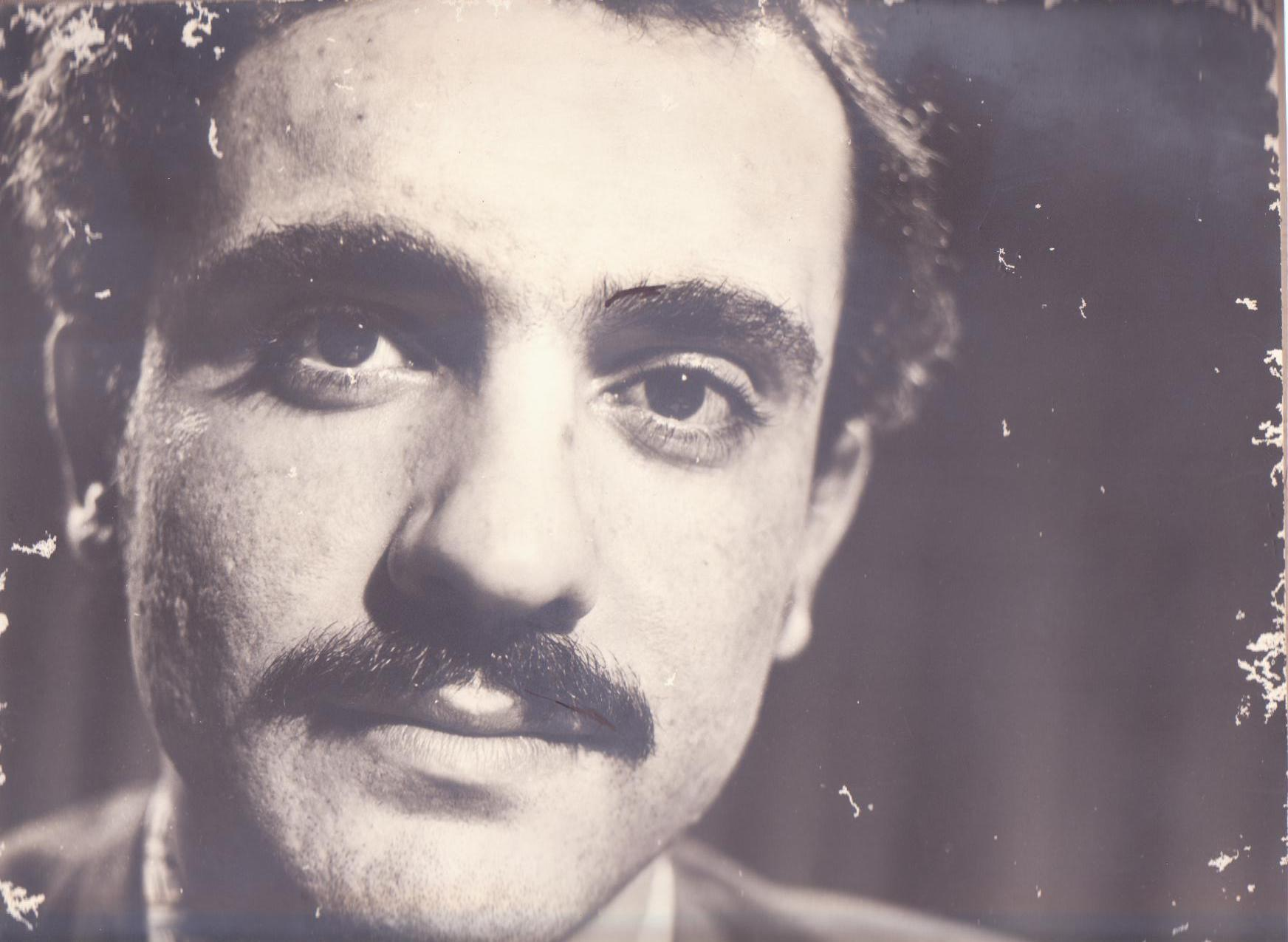
Der junge Frans Sammut, um 1970

 Der ehemalige Rektor der Universität Malta, der Philosophieprofessor und herausragende malteser Intellektuelle Peter Serracino Inglott hat über Frans Sammut geschrieben:

„Das Genie von Sammut bestand in seiner voltairschen Fähigkeit, historische Personen in eine Art ironisch übertriebene Karnevalsmaskenträger zu verwandeln. Der Leser wird dadurch dazu geleitet, Persönlichkeiten, denen man normalerweise mit einer unbedingten Ehrerbitung begegnet, direkt ins Gesicht zu sehen, als wäre er deren Komplize. Er gewinnt ein divertissement durch das Lachen über ihre Zweifel, ihre Ungeschicklichkeiten und ihre Gesinnungswechsel. Der stilistische Sprung der historischen Erzählung hin zur fiction ist möglicherweise die größte Herausforderung, die jeder Übersetzer bewältigen muss.“

## Letzte Worte
Die letzten Worte von Frans Sammut waren: „Meine Frau und ich hätten nach Jerusalem gehen sollen, aber es scheint, als wäre das Programm geändert worden. Nunmehr bin ich auf dem Weg ins himmlische Jerusalem.“

## Nationalpreis
Im Mai 2014 stiftete das maltesische Bildungsministerium den Frans-Sammut-Nationalpreis für den Gebrauch der maltesischen Sprache.

## Werke
- 1968: Labirint u Stejjer Oħra [Labyrinth und andere Erzählungen] (Erzählungen)
- 1971: Il-Gaġġa [Der Käfig] 5. Auflage (Roman). Mario Philip Azzopardi hat danach den Film Gaġġa [Käfig] 1971 gedreht
- 1972: Logħba Bejn Erbgħa [Ein Spiel zu Viert] (längere Erzählung)
- 1975: Samuraj [Samurai] 3. Auflage (Roman)
- 1977: Kristu fil-Poeżija Maltija 1913-1973 [Christus in der maltesischen Poesie 1913-1973] (nie veröffentlichte Doktorarbeit, Universität von Malta)
- 1978: Fedra [Übersetzung der Phèdre von Racine]
- 1979: Il-Qtil fi Sqaq il-Ħorr [Mord in der Gasse des Ehrlichen] (längere Erzählung)
- 1980: Il-Proċess Vassalli [Der Prozess Vassalli] (Theaterstück)
- 1982: Il-Mixja tal-Ħaddiem lejn il-Ħelsien [Der Weg des Arbeiters in die Freiheit] (Politische Analyse)
- 1989: Ir-Rivoluzzjoni Franċiża: il-Ġrajja u t-Tifsira [Die Französische Revolution: Geschichte und Bedeutung] (historiografisches Werk)
- 1991: Paceville (Roman)
- 1992: Letteratura (Literatur) (Literaturkritik)
- 1993: Il-Ħakma ta' Monroj [Die Dominanz von Monroy] (Folk-Oper, Libretto)
- 1994, 2012: Il-Ħolma Maltija [Der maltesische Traum] (Roman), ins Esperanto übersetzt als La Malta Revo, herausgegeben in New York, 2007[13]
- 1994: Mannarinu! (Folk-Oper, Libretto)
- 1995: L-Atti tal-Appostli [Die Apostelgeschichte] (Folk-Oper, Libretto)
- 1997: Bonaparti f’Malta [Bonaparte in Malta] (historiografisches Werk) 1998, ins Französische übersetzt als Bonaparte à Malte, 2008
- 1998: Newbiet [Jahreszeiten] (Erzählungen) (Abbildungen: Giovanni Caselli)
- 2000: Ħrejjef Żminijietna [Märchen unserer Zeit] (Erzählungen, Abbildungen: Giovanni Caselli)
- 2001: Dun Ġorġ: Il-Bniedem tal-Poplu [Pater Giorgio: Der Mann des Volkes] (hagiografisch)
- 2001: Ġrajjet Ħaż-Żebbuġ [Die Geschichte Ħaż-Żebbuġs] (historisch) (Übersetzung des Originals von Pater Salvatore Ciappara)
- 2002: Lexicon (von Michelantonio Vassalli)
- 2003: Għala Le għall-UE [Warum Nein zur EU] (politische Analyse)
- 2004: Ħarsa mill-qrib lejn ħajjet San Filep u l-Kult tiegħu [Ein Blick aus der Nähe auf das Leben des heiligen Philipp und seinen Kult] (historisch und hagiografisch) 2004
- 2004: Ġrajjet it-Tagħlim f'Malta, Vol. 1 2004
- 2006: On The Da Vinci Code/Dwar The Da Vinci Code [Über den “Da Vinci Code”] (Literaturkritik)
- 2006: Għajdun il-Għaqal, Kliem il-Għerf u Qwiel Maltin [Maltesische Sprüche, Aphorismen und Sprichwörter] (Übersetzung aus dem lateinischen Original von Michelantonio Vassalli)
- 2006 (2015): I Giovanniti: La Storia dei Cavalieri di Malta [Geschichte der Malteserritter] Bonfirraro Editore, Italien[14]
- 2008: Alfred Sant: Il-Viżjoni għall-Bidla [Alfred Sant: Die Vision für eine Veränderung] (politische Analyse)[15]
- 2009: Einführung zum Piccolo Dizionario [Kleines Wörterbuch] von Baron Vincenzo Azopardi, in welcher er seine Interpretation der Kantilene des Pietro Caxaro darlegt (Literaturkritik, Linguistik)